# Dagmar Lurz
Dagmar Lurz (Dortmund, Alemanha, 18 de janeiro de 1959) é uma ex-patinadora artística alemã. Ela conquistou uma medalha de bronze olímpica em 1980, e conquistou duas medalhas em campeonatos mundiais.

## Principais resultados
| Resultados                                            | Resultados    | Resultados        | Resultados    | Resultados        | Resultados        | Resultados       | Resultados       | Resultados        | Resultados      | Resultados    | Resultados    | Resultados    |
| Internacional                                         | Internacional | Internacional     | Internacional | Internacional     | Internacional     | Internacional    | Internacional    | Internacional     | Internacional   | Internacional | Internacional | Internacional |
| Evento/Temporada                                      | 1971– 1972    | 1972– 1973        |               | 1974– 1975        | 1975– 1976        | 1976– 1977       | 1977– 1978       | 1978– 1979        | 1979– 1980      |               |               |               |
| ----------------------------------------------------- | ------------- | ----------------- | ------------- | ----------------- | ----------------- | ---------------- | ---------------- | ----------------- | --------------- | ------------- | ------------- | ------------- |
| Jogos Olímpicos                                       |               |                   |               | 10.ª              |                   |                  |                  | Medalha de bronze |                 |               |               |               |
| Campeonato Mundial                                    |               |                   | 17.ª          | 9.ª               | Medalha de bronze | 4.ª              | 4.ª              | Medalha de prata  |                 |               |               |               |
| Campeonato Europeu                                    |               |                   | 8.ª           | 6.ª               | Medalha de prata  | Medalha de prata | Medalha de prata | Medalha de prata  |                 |               |               |               |
| Nebelhorn Trophy                                      |               |                   |               | Medalha de bronze |                   |                  |                  |                   |                 |               |               |               |
| Nacional                                              |               |                   |               |                   |                   |                  |                  |                   |                 |               |               |               |
| Campeonato Alemão                                     | 5.ª           | Medalha de bronze |               | Medalha de bronze | Medalha de bronze | Medalha de ouro  | Medalha de ouro  | Medalha de ouro   | Medalha de ouro |               |               |               |
|                                                       |               |                   |               |                   |                   |                  |                  |                   |                 |               |               |               |
| Legenda: Competição não foi disputada nesta temporada |               |                   |               |                   |                   |                  |                  |                   |                 |               |               |               |